# 헨리 빈
헨리 빈(Henry Bean, 1945년 8월 3일 ~ )은 미국의 배우, 각본가, 영화 감독, 영화 프로듀서, 소설가, 작가, 텔레비전 프로듀서이다.
필라델피아에서 태어났다.

## 방송
- K 스트리트

## 영화
- 더 줄리엣 (2015년)
- 노이즈 (2007년)
- 원초적 본능 2 (2006년)
- K 스트리트 (2003년)
- 빌리버 (2001년)
- 카우치 인 뉴욕 (1996년)
- 비너스 라이징 (1995년)
- 딥 커버 (1992년)
- 유혹은 밤 그림자처럼 (1990년)
- 80년대 갤러리 (1986년)
- 빌리는 뛴다 (1983년)